# EA Land
EA Land (dawniej The Sims Online) – gra komputerowa z gatunku MMO, wyprodukowana przez Maxis i wydana w 2002 roku przez Electronic Arts. Jest to część serii The Sims. Gra była oparta na nieco zmodyfikowanym interfejsie i silniku graficznym znanym z pierwszej części serii. Pierwotnie wydana pod nazwą The Sims Online, okazała się finansową porażką i nigdy nie zdobyła dużej popularności pomimo sukcesu, jaki odniosła The Sims i kolejne wydawane do niej dodatki.
Gra została wydana ponownie pod nazwą EA Land jako darmowy produkt w modelu free-to-play 27 lutego 2008 roku, w którym dodano możliwość tworzenia własnych przedmiotów w świecie gry oraz wirtualną walutę, jednak już 28 kwietnia 2008 roku zapadła decyzja o ostatecznym zamknięciu serwerów gry, co nastąpiło 1 sierpnia 2008.

## Rozgrywka
Gra opiera się na zasadach znanych z innych części serii, choć z pewnymi zmianami i nowymi możliwościami dawanymi przez rozgrywkę sieciową. Po rejestracji gracz mógł utworzyć swój własny, „simowy” wizerunek, po czym trafiał na wyodrębniony skrawek terenu, którym miał za zadanie sprawnie zarządzać. Można było wybudować dom, stworzyć sklep, założyć specjalistyczną firmę, pracować i wykorzystać wiele innych możliwości zarabiania pieniędzy. Gracz mógł kupować do domu i sklepu sprzęty, grać w kasynach, wybierać się na bankiety i imprezy oraz urządzać je samemu, nawiązywać nowe znajomości, przyjaźnie, miłości. Celem gry, jak w zwykłym życiu, było podnoszenie swego standardu życiowego, bogactwa, reputacji i statusu społecznego.

## Grafika
Panel sterowania widoczny w dolnej części ekranu nie różnił się zbytnio od tego spotykanego w zwykłym The Sims, dokonano jednak na nim nieco zmian. Na wierzchu cały czas widać przyciski ułatwiające sieciowe życie.
Widok w grze jest izometryczny i można go obracać o 90°. Dodano zaawansowany widok okolicy podobny do tego z The Sims 2 i SimCity. Świat gry podzielony jest na kilka większych obszarów, a każdy obszar składa się z wielu parceli, które mogą być dowolnie zagospodarowane.